# Uráncsillámok

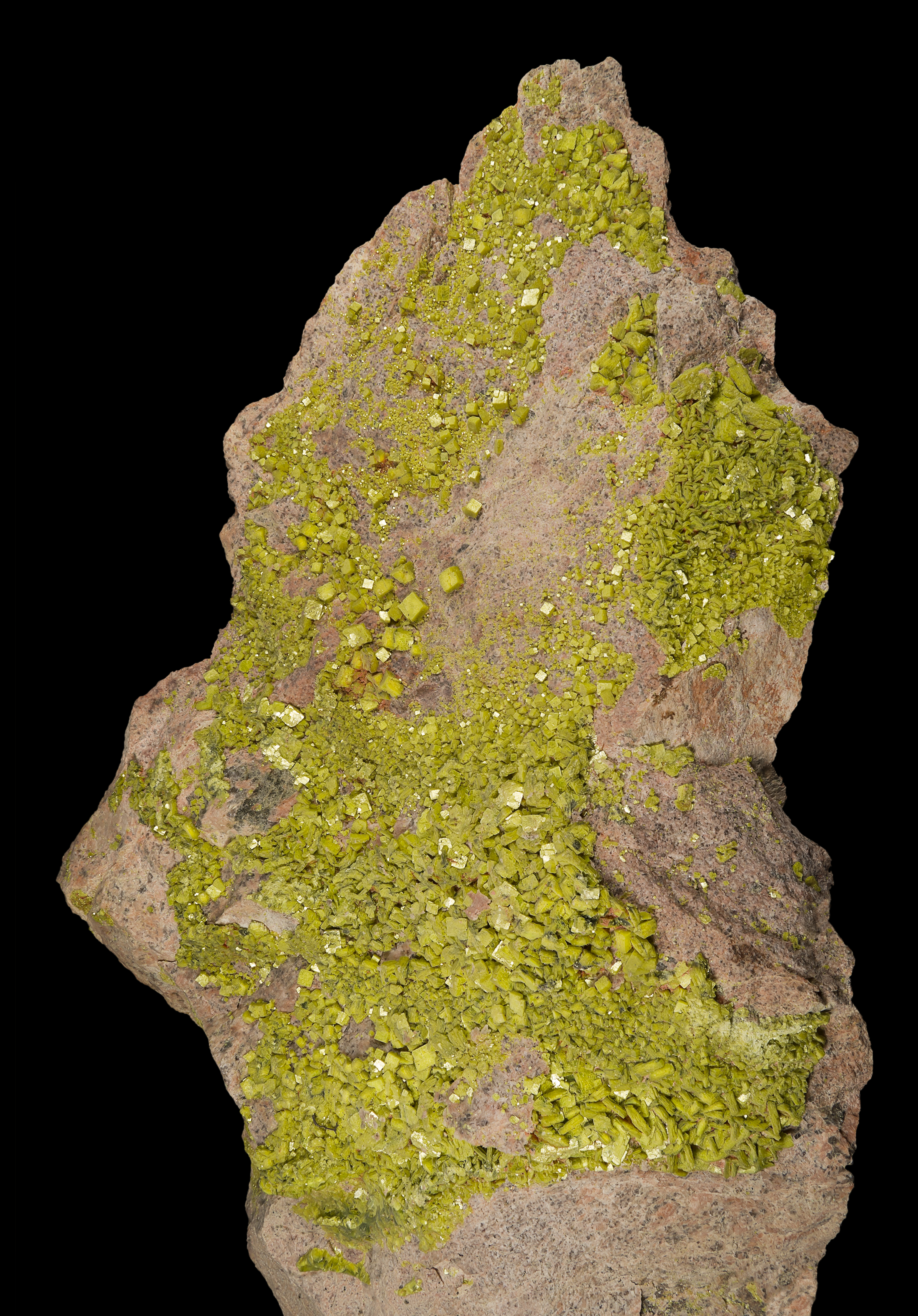
Autunit kristályosodás

Az uráncsillámok a Foszfátok és rokon vegyületek ásványosztályának önálló ásványcsoportja. Az uráncsillámok csoportjának tagjai általában tetragonális vagy monoklin, ritkábban rombos vagy triklin rendszerben kristályosodó ásványok, melyekbe az urán tartalmú arzenátok, foszfátok és vanadátok tartoznak.

## Általános tulajdonságaik
- Általános képletük: A(UO2)2(ZO4)2·(3~16)H2O. Ahol A lehet: Al, Ba, Ca, Co, Cu, Fe, K, Mg, Mn, Na, Pb, Zn,  és Z lehet: As, P, V.
- Az ásványok színe általában: a sárga különböző árnyalatai, zöldes, ritkán kék.
- Különleges tulajdonságuk a magas radioaktivitás.
- Gyakori kristályalak: táblás, lemezes.

## Az ásványcsoport tagjai
- Abernathyit  K(UO2)2(AsO4)2·4H2O. Tetragonális.
- Autunit  Ca(UO2)2(PO4)2·12H2O. Tetragonális.
- Bassetit  Fe2+(UO2)2(PO4)2·8H2O. Monoklin.
- Carnotit K2(UO2)2(VO4)2·3H2O. Monoklin.
- Chernikovit  (H3O)2(UO2)2(PO4)2·6H2O. Tetragonális.
- Fritscheit  Mn(UO2)2(PO4VO4)2·10H2O. Tetragonális.
- Heinrichit  Ba(UO2)2(AsO4)2·(10~12)H2O. Tetragonális.
- Helimondit  Pb(UO2)2(AsO4)2·8H2O. Triklin.
- Kahlerit  Fe(UO2)2(AsO4)2·12H2O. Tetragonális.
- Lehnerit  Mn3+(UO2)2(PO4)2·8H2O. Monoklin.
- Meta-ankolit  K2(UO2)2(PO4)2·6H2O. Tetragonális.
- Meta-autunit  Ca(UO2)2(PO4)2·(2~6)H2O. Tetragonális.
- Metaheinrichit  Ba(UO2)2(AsO4)2·8H2O. Tetragonális.
- Metakahlerit  Fe2+(UO2)2(AsO4)2·8H2O. Tetragonális.
- Metakirchheimerit  Co(UO2)2(AsO4)2·8H2O. Tetragonális.
- Metalodevit  Zn(UO2)2(AsO4)2·10H2O. Tetragonális.
- Metanovacekit  Mg(UO2)2(AsO4)2·(4~8)H2O. Tetragonális.
- Metatorbernit  Cu(UO2)2(PO4)2·8H2O. Tetragonális.
- Metauranocircit  Ba(UO2)2(PO4)2·7H2O. Monoklin.
- Metauranospinit  Ca(UO2)2(AsO4)2·8H2O. Tetragonális.
- Nátriumautunit Na2(UO2)2(PO4)2·(6~8)H2O. Tetragonális.
- Natriumuranospinit  (Na2Ca)(UO2)2(AsO4)2·5H2O. Tetragonális.
- Novacekit  Mg(UO2)2(AsO4)2·12H2O. Triklin.
- Pszeudoautunit (H3O)4Ca2(UO2)2(PO4)·(4~5)H2O. Rombos.
- Sabugalit  HAL(UO2)2(PO4)2·16H2O. Monoklin.
- Saléelit  Mg(UO2)2(PO4)2·10H2O. Monoklin.
- Torbernit  Cu(UO2)2(PO4)2·(8~12)H2O. Tetragonális.
- Troegerit  (UO2)3(AsO4)2·12H2O. Tetragonális.
- Tyujamunit  Ca(UO2)2(VO4)2·(5~8)H2O. Rombos.
- Ulrichit  CaCu(UO2)2(PO4)2·4H2O. Monoklin.
- Uramphit  (NH4)(UO2)2(PO4)·3H2O. Tetragonális.
- Uranocircit  Ba(UO2)2(PO4)2·(8~12)H2O. Tetragonális.
- Uranospinit  Ca(UO2)2(AsO4)2·10H2O. Tetragonális.
- Zeunerit  Cu(UO2)2(AsO4)2·(10~16)H2O. Tetragonális.